# 羅家聰
羅家聰（英語：Law Ka Chung，1976年—），香港經濟學家、財經專欄作家，曾任香港城市大學金融及經濟學系客座教授。

## 簡歷
羅家聰早年於九龍何文田邨長大，1995年畢業於陳瑞祺（喇沙）書院中七年級。他父親曾為低级公務員，後於何文田窩打老道當看更；另有一名弟弟。
1998年，羅家聰於香港大學政治與公共行政學系畢業。2002年，加入香港政府擔任一年合約制經濟師。2003年，羅家聰取得香港城市大學經濟系博士學位。其後，轉投交通銀行擔任財資市場分析員，2007年起更擔任首席經濟及策略師一職。羅家聰曾在恒生指數28000點時，估計恒指有機會跌至15000點水平，因此被封為「香港末日博士」。
此外，羅家聰還持有多個學位，包括香港大學經濟碩士、香港中文大學數學碩士、利物浦約翰摩爾斯大學天體物理學碩士。
2014年，羅家聰涉及中原地產控告信報的誹謗案。其後信報上訴脫罪，下令撤銷原判賠償及訟費命令，並改由原告支付訟費。
2019年10月，羅家聰離職交通銀行。其後，羅家聰接受《金融時報》指資方認為由香港人代表中資銀行發言並不適合。

## 著作
- 《一名經人》紅出版 出版日期：2011-10-21、ISBN 9789888122349（藍天圖書）
- 《勢事循環──市場週期與投資智慧》發售日期：2008年9月、ISBN 988-177-763-1（天窗出版）
- 《時移勢易－－迎戰多底衰退大時代》發售日期：2009年4月、ISBN 988-182-203-3（天窗出版）
- 《為利？是圖！》發售日期：2010年5月、ISBN 9789888072033（藍天圖書）
- Analytic radial acceleration relation for galaxy clusters Published in: Phys.Rev.D 105 (2022) Man Ho Chan, Ka Chung Law（Mar 28, 2022）
- A Severe Challenge to the Modified Newtonian Dynamics Phenomenology in Our Galaxy Published in: Astrophys.J. 957 (2023) Man Ho Chan, Ka Chung Law (Sep 11, 2023)

## 節目主持

### 網絡視像節目
- 2019年起 《一名經人》（RagaFinance）
- 2020年起《經濟佬看世界》（RagaFinance）
- 2021年起《D100羅家聰六十分鐘經人論》（D100 Radio）

### 電台節目
- 2020年起 《鬧市開羅》（雷霆881）
- 2015年起 《一桶金之財經新思維》（香港電台第一台）